# Port de Premià
El port de Premià, Port de Premià de Mar o Port Marina Premià, és un port esportiu situat a la costa del Maresme, al municipi de Premià de Mar (Maresme). N'és el titular l'organisme de Ports de la Generalitat, i està gestionat per Marina Port de Premià, SL. Disposa de 554 amarradors, per embarcacions de 9 a 30 metres d'eslora. Al moll de ponent hi havia les instal·lacions del Centre de Recuperació d’Animals Marítims de Catalunya (CRAM), que el 2006 es van traslladar al Prat del Llobregat.

## Història
El Club Nàutic Premià va ser fundat el 1967, construint una primera seu, un barracó de fusta cedit per un soci, a recer d'un petit espigó construït per RENFE per a protegir l'abaixador de Premià, que acabaven de construir, però mai va arribar a funcionar. El 1974, el Club va construir un port per a 250 embarcacions, finançat pels socis, amb una concessió per a 30 anys. La inauguració va coincidir amb la celebració del Campionat Mundial de Vela de la classe Vaurien.
Posteriorment s'inicià el projecte de construcció d'un port de dimensions més grans que ha tingut una història plena d'esculls i obstacles que provocaren la paralització de les obres l'any 1993. Després de gairebé vuit anys aturat, el projecte es va refer transformant-lo en el Port Marina Premià amb una zona lúdico-comercial i es varen reprendre les obres l'any 2000.
El 2018 es va inaugurar la nova seu del Club Nàutic Premià, i un centre comercial de 18.000 m². De l'antic edifici del Club només resta un torreó circular que ha quedat integrat dins de la zona verda annexa a l'esplanada portuària.

## Descripció
El port consta d'un dic de llevant, amb una bocana de 70 metres d'amplada i 5 metres de calat, i 7 pantalans amb capacitat per a 554 embarcacions de 9 a 30 metres d'eslora, amb un calat interior de 2,5 a 5 metres.
En terra ferma, guanyada al mar, hi ha les instal·lacions portuàries, capitania, un centre comercial de 18.000 m², i la nova seu del Club Nàutic Premià, de 1.200 m², amb una piscina, dues pistes de pàdel, una terrassa de bar i escola de vela.